# Musculus iliocostalis cervicis

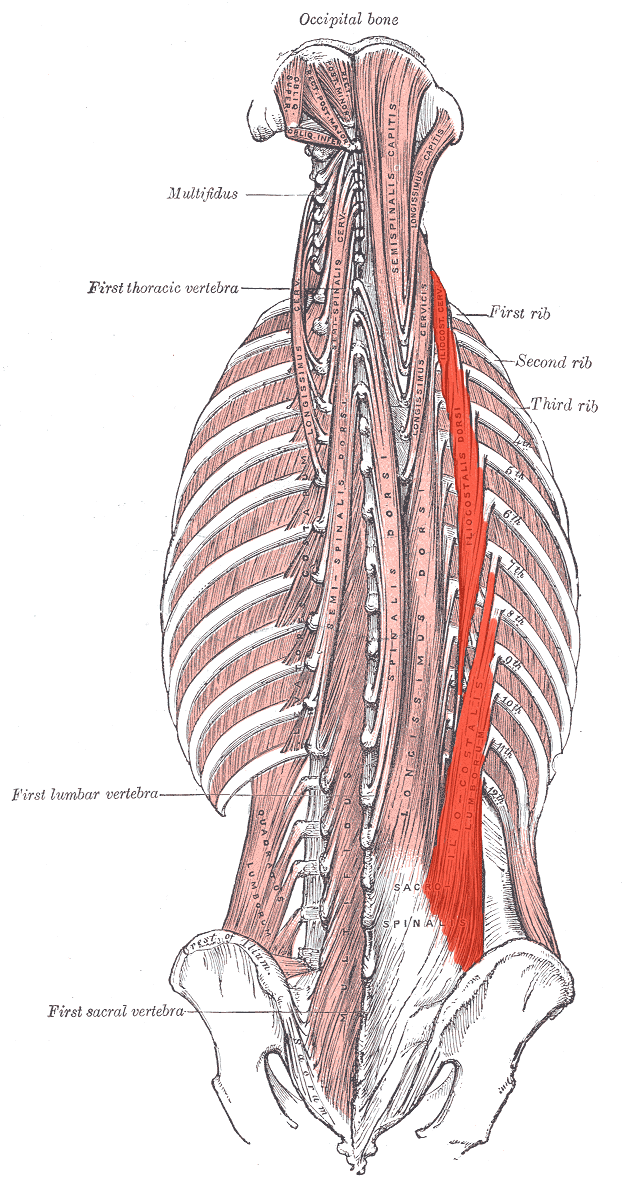
A hát izmai (a vörössel jelölt izmok közül a legfelső az iliocostalis cervicis)

A musculus iliocostalis cervicis egy hosszúkás hátizom.

## Eredés, tapadás, elhelyezekdés
Az 1-6-os bordákról ered. A IV.-VI. nyakcsigolyáknak a processus transversus vertebrae-jének a tuberculum posterius vertebrae cervicalisén tapad.

## Funkció
Feszíti a gerincet. Forgat és stabilizál.

## Beidegzés, vérellátás
A ramus posterior nervi spinalis idegzi be és az aorta muscularis ágai látják el vérrel.

## Külső hivatkozások
- Kép
- Kép, leírás